# Saint-Julien (Costa d'Or)
Saint-Julien és un municipi francès, situat al departament de la Costa d'Or i a la regió de Borgonya - Franc Comtat. L'any 2007 tenia 1.377 habitants.

## Demografia

### Població
El 2007 la població de fet de Saint-Julien era de 1.377 persones. Hi havia 474 famílies, de les quals 63 eren unipersonals (43 homes vivint sols i 20 dones vivint soles), 174 parelles sense fills, 221 parelles amb fills i 16 famílies monoparentals amb fills.
La població ha evolucionat segons el següent gràfic:
Habitants censats

### Habitatges
El 2007 hi havia 511 habitatges, 479 eren l'habitatge principal de la família, 6 eren segones residències i 26 estaven desocupats. 494 eren cases i 14 eren apartaments. Dels 479 habitatges principals, 426 estaven ocupats pels seus propietaris, 45 estaven llogats i ocupats pels llogaters i 8 estaven cedits a títol gratuït; 2 tenien una cambra, 3 en tenien dues, 29 en tenien tres, 110 en tenien quatre i 335 en tenien cinc o més. 414 habitatges disposaven pel capbaix d'una plaça de pàrquing. A 150 habitatges hi havia un automòbil i a 309 n'hi havia dos o més.

### Piràmide de població
La piràmide de població per edats i sexe el 2009 era:
| Homes | Edats   | Dones |
| ----- | ------- | ----- |
| 0     | 95 o +  | 4     |
| 0     | 90 a 94 | 16    |
| 4     | 85 a 89 | 20    |
| 4     | 80 a 84 | 8     |
| 8     | 75 a 79 | 24    |
| 20    | 70 a 74 | 8     |
| 16    | 65 a 69 | 20    |
| 32    | 60 a 64 | 20    |
| 20    | 55 a 59 | 32    |
| 64    | 50 a 54 | 52    |
| 60    | 45 a 49 | 72    |
| 60    | 40 a 44 | 44    |
| 48    | 35 a 39 | 64    |
| 32    | 30 a 34 | 28    |
| 16    | 25 a 29 | 32    |
| 32    | 20 a 24 | 20    |
| 20    | 15 a 19 | 52    |
| 68    | 10 a 14 | 48    |
| 48    | 5 a 9   | 52    |
| 36    | 0 a 4   | 20    |

## Economia
El 2007 la població en edat de treballar era de 874 persones, 647 eren actives i 227 eren inactives. De les 647 persones actives 610 estaven ocupades (323 homes i 287 dones) i 37 estaven aturades (19 homes i 18 dones). De les 227 persones inactives 106 estaven jubilades, 84 estaven estudiant i 37 estaven classificades com a «altres inactius».

### Ingressos
El 2009 a Saint-Julien hi havia 490 unitats fiscals que integraven 1.370,5 persones, la mediana anual d'ingressos fiscals per persona era de 22.507 €.

### Activitats econòmiques
Dels 48 establiments que hi havia el 2007, 1 era d'una empresa alimentària, 2 d'empreses de fabricació d'altres productes industrials, 10 d'empreses de construcció, 10 d'empreses de comerç i reparació d'automòbils, 3 d'empreses de transport, 2 d'empreses d'hostatgeria i restauració, 2 d'empreses financeres, 4 d'empreses immobiliàries, 5 d'empreses de serveis, 5 d'entitats de l'administració pública i 4 d'empreses classificades com a «altres activitats de serveis».
Dels 14 establiments de servei als particulars que hi havia el 2009, 1 era una oficina de correu, 2 tallers de reparació d'automòbils i de material agrícola, 1 paleta, 1 guixaire pintor, 1 fusteria, 2 lampisteries, 2 electricistes, 1 perruqueria, 1 restaurant, 1 agència immobiliària i 1 saló de bellesa.
Dels 2 establiments comercials que hi havia el 2009, 1 era una botiga de menys de 120 m² i 1 una fleca.
L'any 2000 a Saint-Julien hi havia 12 explotacions agrícoles que ocupaven un total de 774 hectàrees.

## Equipaments sanitaris i escolars
L'únic equipament sanitari que hi havia el 2009 era una farmàcia.
El 2009 hi havia 1 escola maternal i 1 escola elemental.

## Poblacions més properes
El següent diagrama mostra les poblacions més properes.